# Víctor Balaguer
Víctor Balaguer Cirera (Barcelona, 11 de diciembre de 1824-Madrid, 14 de enero de 1901) fue un escritor, periodista y político español, una de las figuras principales de la Renaixença. Autodenominado «El trovador de Montserrat». En el ámbito político, fue tres veces ministro de Ultramar y ministro de Fomento. 

## Biografía
Huérfano de padre desde pequeño, con solo catorce años estrenó su primera obra en 1838: Pepin el Jorobado, un drama histórico como muchos de los que escribiría después. En 1843 obtuvo gran éxito con Enrique el Dadivoso. Después, enfrentado a su madre que lo desheredó, empezó a escribir también para ganarse la vida. 
Estudió leyes en la Universidad de Barcelona. Fue un personaje de vida muy agitada, que puede condensarse en la trinidad decimonónica de periodismo, literatura y política. Como periodista colaboró en el Diario de Barcelona (donde firmaba como Julia), formó parte de la «juventud dorada» barcelonesa de los años de 1840, interviniendo en la fundación de El Catalán (1847) y La Corona de Aragón (1854), del que se separa luego para crear, con Lluís Cutchet, El Conseller (1857), siguiendo los impulsos del catalanismo histórico. Pero su labor principal de escritor se repartió en las dos lenguas. Su obra lírica catalana se recogió en Lo Trobador de Montserrat (1861), este había sido su seudónimo al publicar su primera poesía, en 1857, y en Esperances i records (1866), que abarca los temas religiosos y amorosos, estos últimos de ardoroso sensualismo romántico, que hacen pensar en el modernismo a lo Darío o a lo Rueda. No obstante, es su Oda a la Verge de Montserrat, quizá la mejor de sus composiciones líricas, llena de unción y que marca la personalidad de su autor. Sus versos Ta grandesa, Senyora, no repare / Si avui te parla en catala ma veu cifran, a juicio de Joan Maragall, todo el valor entrañable de la Renaixença, que tanto impulso recibiría de la actividad balagueriana. En efecto, Balaguer fue un propagador decidido de los Juegos Florales, no solo en Cataluña, sino fuera de ella. 
Por el tono de sus poesías, Balaguer hace pensar inmediatamente en Zorrilla. Como el vallisoletano, se deleita en los temas regionales o nacionales; Lo Cap de N'Armengol, Les quatre pals de sang, Los voluntaris catalans (de 1860), y en español Don Juan de Serrallonga (1858), tema ya tratado por los dramaturgos clásicos, Don Enrique el Dadivoso y Juan de Padilla, y en colaboración con Juan de Alba, Wifredo el Velloso.

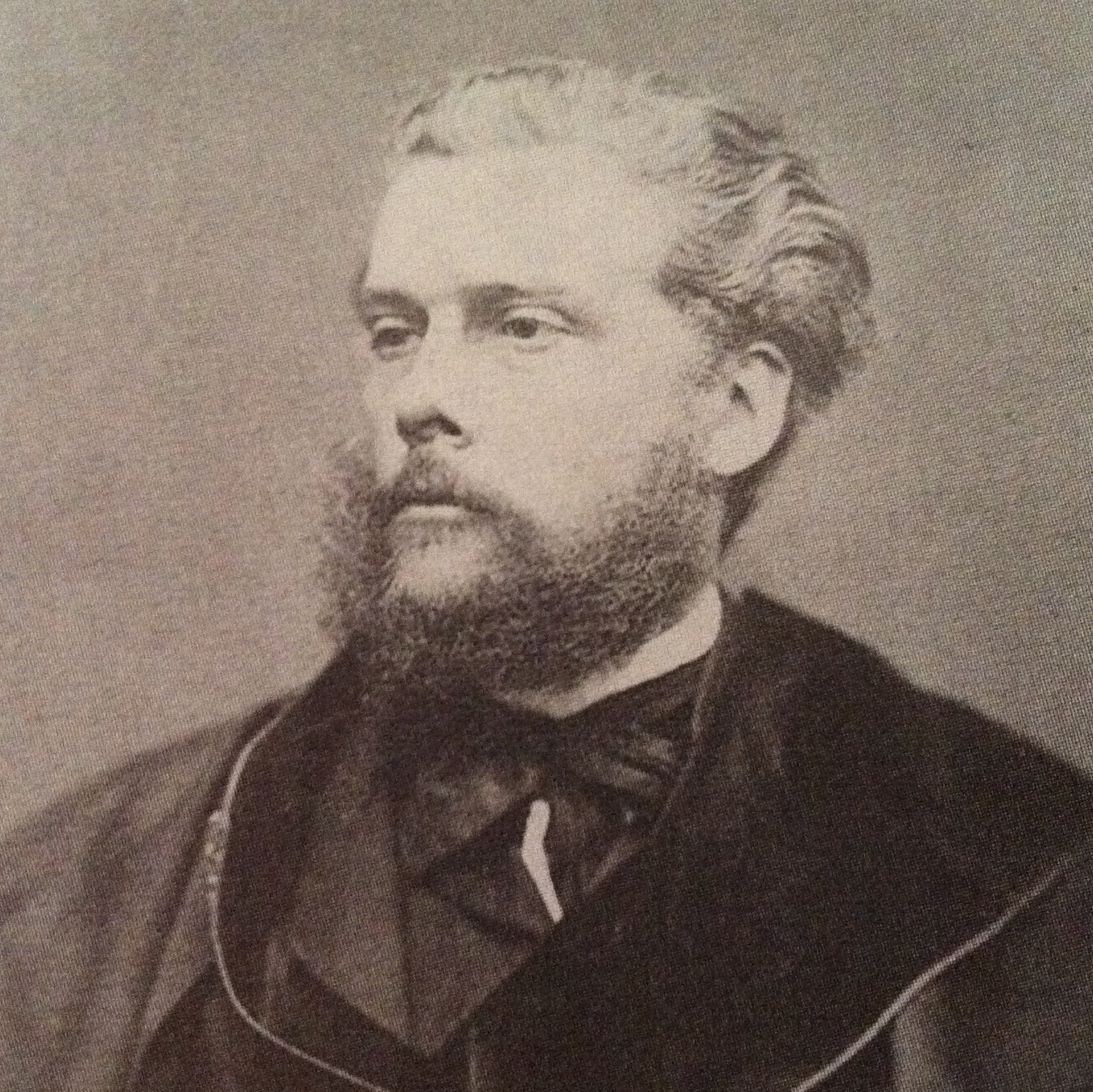
Víctor Balaguer

Como autor dramático, tal vez sea mayor su importancia. Sus tragedias anuncian, en cierto sentido, las de Ángel Guimerá. Estas Tragedies (1876) escritas en un catalán incorrecto, pero vigoroso, declamatorio y altisonante, están en verso y fueron traducidas por él mismo a prosa castellana. La mayoría de ellas recrean ambientes clásicos: La Mort d'Aníbal, Coriolà, L'ómbra de Cessar, Lo festí de Tibullus, La Mort de Neró, Saffo —donde se detiene en la muerte de la poetisa—; si no son de argumento original, tienen un acompañamiento histórico y erudito. La tragedia de Llívia se remonta a los tiempos de Munuza, cuando la invasión árabe. L'última hora de Colon y Lo guant del degollat, reflejan, la primera, un conocido episodio de la historia española, la segunda, otro más recóndito de la aragonesa. Les Esponsalles de la Morta, recrea el tema de Romeo y Julieta, mientras que Lo Comte de Foix y su segunda parte (Raig de Lluna), versan sobre las consecuencias de la batalla de Muret, tema muy caro al autor.
Ya se ha apuntado la influencia de Zorrilla, sobre todo en lo tocante a la elección de los temas y al fácil desenvolvimiento en verso retórico. Por este camino del Romanticismo, se tropieza, indefectiblemente, con las reminiscencias de otros autores. Entre los españoles, alguien ha pensado en la grandilocuencia de Quintana, entre los extranjeros, la verbosidad oratoria de Lamartine —orador y político más que lírico— y la atmósfera de sus baladas recuerda las de Schiller y Walter Scott, maestros de amplia resonancia, sin que a veces dejen de escucharse ecos byronianos, afectados de desorden lírico. En suma, todo el acervo de la poesía romántica, fuertemente teñida de historicismo nacionalista. Una gran impresionabilidad que abarca toda su obra, ya sea lírica, narrativa o dramática, es a juicio de algún crítico, equívoca para la poesía de Balaguer. Por una parte, implica desbordamiento y entusiasmo, por otra, revela una personalidad enteca demasiado permeable a diversas influencias. Mientras que para la crítica moderna catalana, el papel más importante de Balaguer radica en este incontenible entusiasmo en la promoción cultural y poética del renacimiento catalán, para otra, más clásica, su valor estriba en El Trovador de Montserrat, que «es todo Balaguer» (Maragall). 
Esta debilidad impresionista, cimentada en su actitud romántica, aparece con más nitidez en sus Obras históricas y críticas. Los frailes y sus conventos (1851), puede aún suministrar noticias sobre las órdenes monásticas españolas. La Historia de Cataluña (1860-63) está muy bien documentada. Por último la Historia política y literaria de los trovadores (1878-79), escrita durante su destierro en Francia, da una visión romántica de la poesía provenzal.

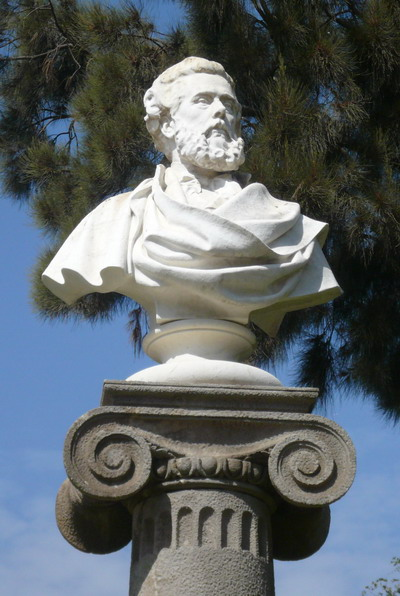
Busto de Víctor Balaguer en el parque de la Ciudadela de Barcelona.

En 1892, Balaguer volvió a tomar el tema desarrollado en las Noves Tragedies, 1879 (es decir, las mencionadas Comte de Foix y Raig de Lluna), que, junto con La jornada de Panissars, precedido todo de un prólogo, intitulado Anima Mare, constituyeron la trilogía Els Pirineus, si no la más lograda, sí la más ambiciosa de todas sus obras. Las consecuencias de la Cruzada Albigense, la voz de los trovadores, cantores de la libertad y el amor del mundo románico en el escenario de los Pirineos, constituyen el esquema del poema, al que no faltan escenas de verdadero dramatismo. Felipe Pedrell compuso la ópera de título análogo, cuyo prólogo se estrenó en Venecia en 1897 y, entera, en el Liceo de Barcelona en 1902.
La actividad política de Balaguer comienza en 1854 y representa los intereses de los industriales catalanes, como progresista. Como corresponsal de El Telégrafo asiste a las campañas de liberación de Italia (1859) y compone un poema sobre la libertad que están conquistando los italianos (Eridania). Mis recuerdos de Italia, publicado probablemente en 1870, suman a estas experiencias las de su viaje oficial como diputado, en tal año, para ofrecer la corona a Amadeo de Saboya. Emigrado a Francia en 1866, es más tarde diputado en las Constituyentes de 1869 por Villanueva y Geltrú, siendo gobernador y varias veces ministro, incluso con la Restauración, desempeñando las carteras de Ultramar y Fomento. Se preocupó de las Filipinas y de sus problemas etnográficos y su progreso técnico, dejando en todos los cargos públicos que ocupó fama de administrador intachable. Como poeta de Juegos Florales, puede decirse que Balaguer cantó copiosamente a la Patria, proclamándose a sí mismo «regionalista de patria, no de secta», al amor siguiendo la fogosidad, agrandada por su visión romántica, de los trovadores y a la religión, donde quizá alcanzó la voz más pura y sincera. Desplegó, muy al estilo de su tiempo, la pródiga actividad del «hombre de letras». Buen amigo del editor y senador Antonio Bergnes de Las Casas, propietario del periódico El Vapor donde se publicó la Oda a la Patria de Aribau y que se considera el inicio de la Renaixença, se conserva un archivo epistolar entre ambos.
En 1863 propone la nueva toponimia de las calles del Ensanche de Barcelona. En 1884 funda la Biblioteca Museo Víctor Balaguer, donándola a la ciudad de Villanueva y Geltrú. Desde el año de su fundación hay un importante depósito de obras del Museo del Prado, que se renueva periódicamente. 
Fue miembro de número de las Reales Academias Española y de la Historia.

## Obra

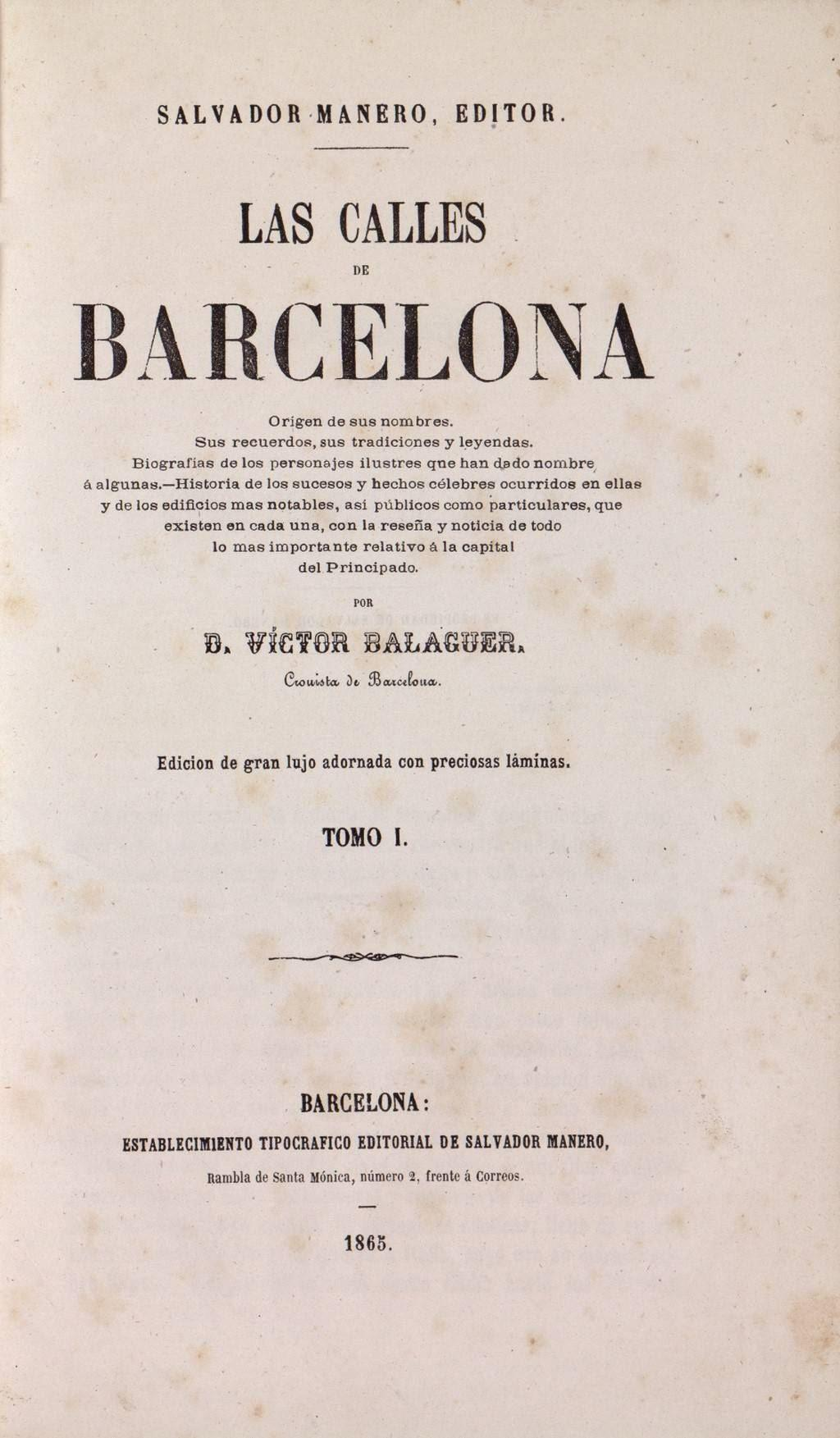
Las calles de Barcelona, de Víctor Balaguer (1865).

### Prensa
Masón, liberal y de ideas románticas, colaboró en varios periódicos liberales como El Constitucional, El Laurel, El Genio y La Lira. En 1846 se fue a Madrid, donde conoció a las principales personalidades literarias y políticas de la época. En Barcelona fundó el diario liberal La Corona de Aragón, donde declaraba una adhesión ferviente al pasado glorioso de Cataluña.

### Teatro
Fue autor de obras de teatro románticas tanto en castellano como en catalán.
En castellano: 
- Pepín el Jorobado o el hijo de Carlomagno (1838)
- Enrique el Dadivoso (1847)
- Juan de Padilla (1848)
- Vifredo el Velloso (1849)

En catalán: 
- Los trobadors moderns (1859)
- Lo trobador de Montserrat (1861)[3]
- Esperances i records (1866)[4]
- Don Joan de Serrallonga (1868)
- Los Pirineus (1893), ópera con música de Felip Pedrell

### Estudios y ensayos en castellano
- Bellezas de la historia de Cataluña: Lecciones pronunciadas en la Sociedad Filármónica,[2] 1853
- Historia de Cataluña y de la Corona de Aragón (1860-1863)[3] (1860)
- Las calles de Barcelona (1865-1866)
- Historia política y literaria de los trobadores (1878-79)
- Instituciones y reyes de Aragón (1896)
- La libertad constitucional (1857)
- Memorias de un constituyente (1868)
- El Regionalismo y los Juegos Florales (1897)

### Historia

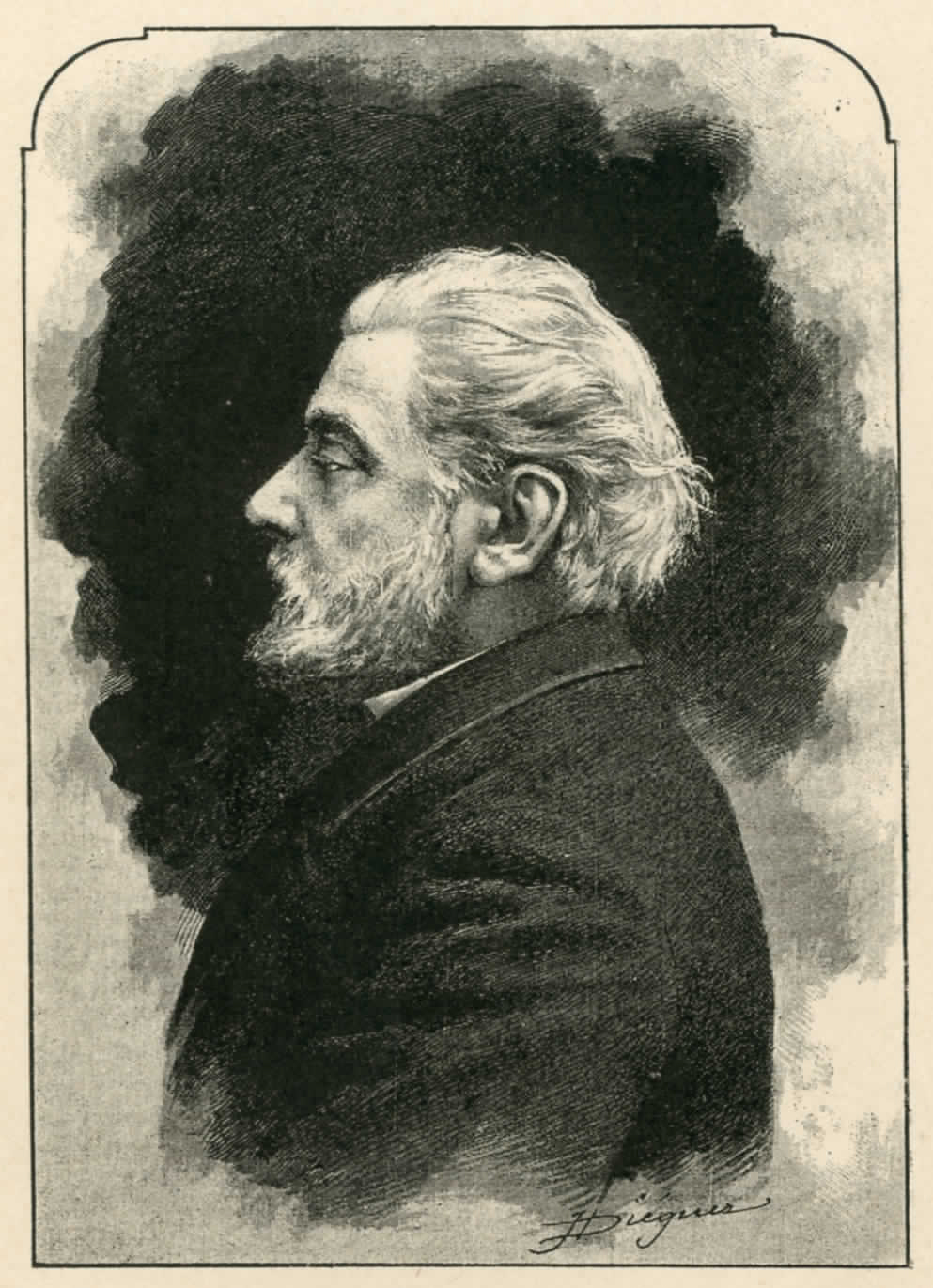
Balaguer en un dibujo de Joaquín Diéguez

En este campo no hizo descubrimientos documentales ni fue muy crítico en su investigación histórica, en la que a menudo añadía también leyendas. De hecho, escribía muy influenciado por sus ideas románticas y liberales, por lo que fue muy criticado por sus enemigos y competidores que, de este modo, atacaban su popularidad. Esta falta de rigor era bien común entre los historiadores de la época, influenciados por un romanticismo nacionalista que buscaba mitificar el propio pasado. Consciente de sus carencias como investigador, Víctor Balaguer siempre admitió ser sólo un divulgador que sentía amor por la historia local de la sociedad catalana.
Sus primeros textos estrictamente historiográficos los hizo en 1852 para participar en unas conferencias que trataban las " bellezas" de la historia catalana. La principal obra en este campo fue la célebre Historia de Cataluña y de la Corona de Aragón, publicada entre 1860 y 1864. Mucho después, el éxito del libro hizo necesaria una segunda edición en 1885 en una Historia de Cataluña.
Colaboró asimismo en la ambiciosa Historia general de España escrita por individuos de número de la Real Academia de la Historia; bajo la dirección del Sr. Antonio Cánovas del Castillo Madrid: El Progreso Editorial, 1890-1894, 18 vols, en donde se responsabilizó de los volúmenes VII y VIII dedicados a los Reyes Católicos.  

### Ensanche de Barcelona
En esta misma línea hizo un proyecto de nomenclatura de las calles del Ensanche de Barcelona, con nombres dedicados a los territorios de la Corona de Aragón (calle de Aragón, Valencia, Mallorca, Rosellón, Córcega, Cerdeña, Sicilia, Nápoles... ), a las instituciones catalanas (las Cortes Catalanas, la Diputación, el Consejo de Ciento) o personajes clave (Pau Claris, Lauria, Roger de Flor... ). Este proyecto fue adoptado en buena medida, pero con modificaciones y cambios de localización que rompieron la lógica urbana (por ejemplo, las calles con los nombres de los territorios acabaron separados en dos bloques). Posteriormente, durante la dictadura, algunos de estos nombres fueron quitados y no fueron recuperados hasta la democracia. Algunos, sin embargo, perdieron su sentido inicial, como la calle del Compromiso de Caspe que se quedó como calle de Caspe.